# (5237) Yoshikawa
(5237) Yoshikawa (1990 UF3) – planetoida z grupy pasa głównego asteroid okrążająca Słońce w ciągu 3,36 lat w średniej odległości 2,24 j.a. Została odkryta 26 października 1990 roku.